# Wolfsangel

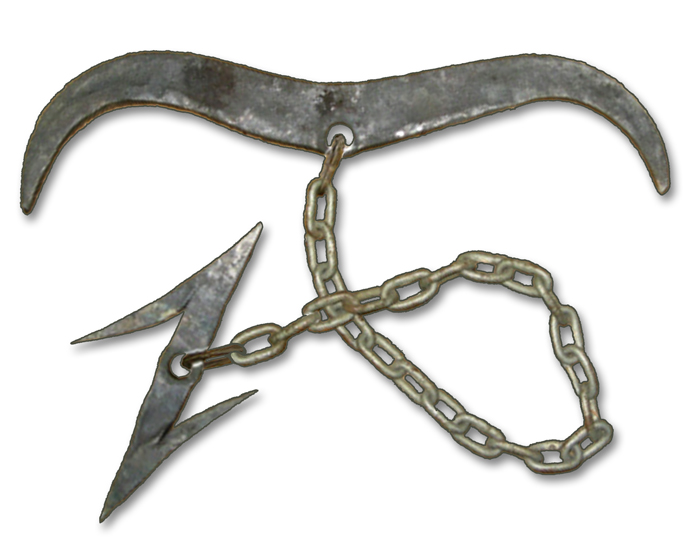
Rekonstrukcja historycznego „wilczego haka”

Wolfsangel horyzontalny

Wolfsangel wertykalny

Wolfsangel (niem. „wilczy hak”) – niemiecki symbol heraldyczny, używany także przez narodowych socjalistów (między innymi jako emblemat 34 Dywizji Grenadierów SS „Landstorm Nederland” czy 2 Dywizji Pancernej SS „Das Reich”), a obecnie przez neonazistów. W tym kontekście jest on opisywany jako modyfikacja runy Eihwaz, z dodaną pionową linią. Symbol w pozycji wertykalnej znany jest także jako piorun (Donnerkeil), a w horyzontalnej jako „wilkołak”. W nacjonalizmie ukraińskim symbolizuje też litery hasła „idea nacji” lub „idea narodu” (ukr. Ідея Нації).

Dawny emblemat Brygady Szturmowej „Azow” zawierający wilczy hak i czarne słońce

Wolfsangel był pierwotnie przyrządem służącym do chwytania wilków, działał analogicznie do haczyka na ryby. Przyrząd składał się z półksiężycowej kotwicy (Wolfsanker), mocowanej do drzewa lub skały oraz właściwego haka, na który zakładany był kawałek mięsa. Wilk, który nadział się na hak, nie był w stanie się wyzwolić. Wolfsangel w trzech formach (odpowiadającym jednej z części całej pułapki) w XV wieku pojawił się w heraldyce miejskiej i rycerskiej i zachował się do dziś w herbach wielu niemieckich miast (np. Halberstadt i Emerkingen). W czasach nowożytnych przekształcił się w symbol popularny w okultyzmie, stąd stał się częścią symboliki nazistowskiej i neonazistowskiej. Zastosował go m.in. Brenton Tarrant – sprawca zamachów na meczety w Christchurch podczas których zabił 51 muzułmanów – oraz pułk „Azow”, ukraińska formacja wojskowa o charakterze nacjonalistycznym i skrajnie prawicowym. Na emblemacie pułku Azow widnieje wraz z tzw. Czarnym Słońcem – symbolem ezoterycznego hitleryzmu, po raz pierwszy użytym w Wewelsburgu – zamku przebudowanym przez Heinricha Himmlera na siedzibę SS.